# Teatro Colegiales
Das Teatro Colegiales ist eine Diskothek, ein Musikclub und ein Theater in Buenos Aires, Argentinien.
Bei Konzerten bietet das Teatro Colegiales Platz für 1,500 Zuschauer. Seit 2001 traten sehr viele Künstler aus Argentinien und dem Rest der Welt auf, unter anderem Almafuerte, Attaque 77, Rata Blanca, DENY, A.N.I.M.A.L., Horcas, Airbag, Nueva Ética, Helloween, Die Toten Hosen, Massacre, Marduk, Vader, MxPx, Paradise Lost, Mala Rodriguez, Gorgoroth, Agnostic Front, No Use for a Name und A Day to Remember.
Auf dem Gelände des Teatro Colegiales fand am 15. Februar 2009 das Festival NOSOYROCK statt sowie am 16. Juni 2010 das „Festival Argentino de White Metal“. Auch das „Buenos Aires Hard Rock Festival“ fand bereits im Teatro Colegiales statt.
Seit 2005 existiert ein zweites Gelände in Flores unter dem Namen „El Teatro“. Auch dort spielten bereits bekannte Bands, darunter Escape the Fate, Attack Attack!, We Came as Romans, Taking Back Sunday, Apocalyptica und Within Temptation.